# Петровка (Кыштовский район)
Петровка — упраздненная деревня в Кыштовском районе Новосибирской области. Входила в состав Верх-Таркского сельсовета. Упразднена в 2010 г.

## География
Площадь деревни — 4 гектара.

## Население
| 2002 | 2007 |
| ---- | ---- |
| 2    | ↘0   |

## Инфраструктура
В деревне по данным на 2007 год отсутствует социальная инфраструктура.